# Famille de Silly
 (mai 2023).
La Famille de Silly est une famille féodale française originaire de Normandie. Cette famille s'est éteinte au XVIIe siècle.

## Histoire
La Famille de Silly est à l'origine une famille de moyenne noblesse originaire de Normandie. Le mariage hypergamique de Bertin de Silly, chambellan du roi Louis XI et bailly du Cotentin, avec Marie de La Roche-Guyon augmente son prestige et lui donne une assise territoriale et économique importante qui, associée à la faveur royale continue jusqu'au règne de Louis XIII, lui permet d'obtenir le titre de comte de La Roche-Guyon sous Charles IX en 1574, puis d'accéder à la dignité de duc et pair de France en 1621.[réf. nécessaire]
Bien en cour sous les derniers Valois et les premiers Bourbon, les Silly ont accueilli plusieurs rois en leur château de La Roche-Guyon (François Ier, Henri II, Henri IV). C'est lors d'une de ces visites que le comte d'Enghien trouva accidentellement la mort.

## Branches et Personnalités
Guillaume de Silly, fl. avant 1400 (en remontant le temps, on trouve auparavant Richard, Pierre (II) (fl. 1335), Gautier (Ier) de Silly (signalé en 1289 et peut-être † en 1323), Pierre (Ier) (fl. 1259), Robert (Ier) (cité vers 1210 dans un registre des fiefs rédigé peu après la prise) : les parentés restent très incertaines), eut deux fils actifs dans la 2e moitié du XIVe siècle et même jusqu'au début du XVe siècle. Ils furent souche des deux branches de la Maison de Silly,, : 
- Robert/Robin (II) de Silly (il serait l'aîné ; fl. 1380, † 1407), qui maria Guillemette de Neuilly, dame de Lonrai[5] ;
- et Gautier II de Silly (il serait le puîné ; fl. 1371 ; époux de Philippote de Lanquetot). Peut-être père de Gautier III (cité en 1432, † ap. 1438 ; marié en 1437 à Colette, fille de Jean de/du Buret, seigneur d'Agon et de Querquebus)[6].

### Branche de Robert (seigneurs de Lonrai)
- Jacques de Silly († 1503) était fils de Jean de Silly (v. 1425-v. 1466) et de Marguerite, fille d'Olivier d'Achey, et le petit-fils dudit Robert (II) de Silly. Il fut seigneur de Lonrai, bailli de Caen et capitaine du château, maître d'Hôtel et conseiller-chambellan du roi sous Louis XI et Charles VIII, Grand maître de l'artillerie de France en 1501. D'Anne, fille de Guillaume de Launay, dite Anne de Prez-en-Pail, il a : 
  - Jacques de Silly († 1539), évêque de Séez en 1511-1539, abbé de Cerisy-la-Forêt et de Saint-Pierre-sur-Dives
  - François de Silly († en novembre 1524 au camp de Pavie), son frère aîné, Bailli de Caen[7], seigneur de Longray († 21 novembre 1524 à Pavie)[8]; il eut pour épouse Aimée de La Fayette († 1556 au château de Pau), dite "baillive de Caen", dame d'honneur de Marguerite d'Angoulême, duchesse d'Alençon, qu'elle accompagna lors de son voyage en Espagne à la fin 1525 pour aller au chevet de son frère le roi François Ier retenu prisonnier à Madrid par Charles Quint ; elle reçut en récompense la baronnie de L'Aigle en 1526 (enlevée aux Penthièvre). Marguerite d'Angoulême, remariée au roi de Navarre, la fit gouvernante de sa fille Jeanne d'Albret, qu'elle éleva dans son château de Lonrai dans les années 1530. Ils eurent : 
    - Anne de Silly († 1551), dame de Lonray, dame d'honneur de Jeanne d'Albret, mariée en 1527 à Jacques Ier de Goyon, sire de la Roche-Goyon, Matignon et Torigny (1497-1537) : Postérité considérable, dont les Grimaldi-princes de Monaco
    - Françoise/Jeanne de Silly († v. 1560/1571), x 1° Frédéric de Foix-Navarre (v.1500-1537), sgr. d'Almenêches et d'Écouché : Postérité, et x 2° 1539 Jean de Bourbon-Lavedan († 1549)
    - Louise de Silly, abbesse d'Almenêches en 1533-1562

  - René de Silly († 1525 à Pavie), co-sire de Lonrai, conseiller-chambellan du roi, bailli d'Alençon : sa fille Jacqueline de Silly († 1552) marie Denis d'Angennes de La Loupe, fils de Charles Ier d'Angennes, seigneur de Rambouillet
  - Charles de Silly, chevalier de Rhodes ; Claude de Silly, mariée à Jean du Feschal, seigneur de Marboué, du Grippon et de Poligny ; Françoise de Silly, femme de Charles de Tranchelion de Palluau
- Guillaume de Silly, frère cadet de Jacques, abbé de Troarn (depuis 1444, et fl. en 1491-1501), fils cadet de Jean de Silly et frère de Jacques
- Olivier de Silly (cité en 1456 et 1483), frère cadet des précédents, seigneur de la Chapelle-près-Sées et de Bures (est-ce Bures ?), aussi de Vautourneux (par sa femme ? aux Hermites, aux marges de la Touraine et du Blésois : cf. le site municipal des Hermites) ; Avec sa femme Jeanne Foucher/Fouché, il est la souche du rameau des sires de La Chapelle et de Vautourneux ; leur petite-fille Jeanne de Silly, dame de la Chapelle-près-Séez, porta Vautourneux dans la famille de Bellanger par son union avec Julien de Bellanger[9]
- Nicolas de Silly (cité en 1485), fils de Jean de Silly et frère benjamin de Jacques, Guillaume et Olivier, seigneur de Dampierre par sa femme Marie Thésart (elle teste en 1505) : ils sont la souche du rameau des sires de Dampierre, qui, par le mariage en 1517 de leur fils François avec l'héritière Claude de Mauny, obtint aussi St-Aignan[10].

### Branche de Gautier (seigneurs de la Houlette, puis de La Roche-Guyon)
Bertin de Silly († v. 1506) (fils de Gautier III de Silly et de Colette de Buret), maître d'Hôtel et conseiller-chambellan de Louis XI, sire d'Epinay-sur-Odon et de La Houlette, bailli de Cotentin. Époux en 1471 de Marie de La Roche-Guyon (v. 1434-1498), veuve en 1469 de Michel d'Estouteville-Valmont (Postérité, dont Jacques d'Estouteville : d'où la succession de Roncheville et d'Auneau en partie), dame de La Roche-Guyon, Auneau, Rochefort, vicomtesse de Roncheville (cf. Société historique de Lisieux, 1872) (cf. aussi l'article Acquigny). Leur deuxième fils Charles hérita (son frère aîné Jacques de Silly, avait d'abord succédé à leur mère et devint donc seigneur de La Roche-Guyon et de Rochefort, mais il mourut peu après, jeune homme, dès 1498) : 
- Charles de Silly (v. 1477-v. 1518), seigneur de Rochefort, d'Auneau en partie et de La Roche-Guyon. Marié en 1504 à Philippine de Sarrebruck (1490-1551), fille aînée de Robert II ou IV, comte de Roucy et de Braine, damoiseau de Commercy (Château-Haut), seigneur de Montmirail, de la Ferté-Gaucher et de Louvois (à la † en 1525 de leur frère Amé III, elle partage la succession avec ses deux sœurs et obtient Commercy, Montmirail et Louvois), dont :
  - Nicolas de Silly (fils aîné) succède à son père, mais † dès 1527 en Piémont dans une expédition menée par le comte de St-Pol
  - Jacques de Silly (fils benjamin ; 1513-1570), gentilhomme de la Chambre du roi, obtient Auneau, Montmirail et Rochefort. Sans postérité de sa femme Marie-Madeleine, fille du maréchal-amiral d'Annebault, son neveu Henri hérite
  - Catherine de Silly de Rochefort (v. 1508-v. 1545), épouse en 1536 François de Rohan-Gié (1515-1559), baron de Château-du-Loir : Postérité, et succession de Rochefort vers les Rohan-Guémené par le mariage de leur fille Eléonore avec Louis VI : parents d'Hercule de Rohan
  - Louis de Silly (fils cadet ; v. 1510-v. 1557), reçoit La Roche-Guyon, Commercy et Louvois ; il épouse en 1539 Anne de Laval (1525-ap. 1572), baronne d'Acquigny et de Crèvecœur, dame de La Rochepot, fille de Guy XVI de Laval et d'Anne de Montmorency de La Rochepot, d'où : 
    - Henri de Silly (1551-v. 1589), hérite de ses parents et de son oncle Jacques : seigneur puis comte de La Roche-Guyon (1574), baron d'Acquigny et de Crèvecœur, sgr. d'Auneau (cédé vers 1580 à Henri de Joyeuse), damoiseau de Commercy etc., chevalier de l'ordre du Saint-Esprit ; marié en 1559 à Antoinette de Pons (v. 1560-1632), dame de Guercheville et d'Arvert (remariée veuve, en 1594, à Charles du Plessis-Liancourt, comte de Beaumont : d'où la succession de La Roche-Guyon par leur fils Roger du Plessis, 2e duc de La Roche-Guyon, le duc de Liancourt). Henri et Antoinette eurent : 
      - François de Silly († 1628 au siège de La Rochelle), comte puis 1er duc de la Roche-Guyon  (1621 ; non enregistré), Grand louvetier de France, chevalier de l'ordre du Saint-Esprit. Sans postérité de sa femme Catherine-Gillonne, fille de Charles Goyon de Matignon

    - Antoine de Silly, chevalier de l'ordre du Saint-Esprit, baron de Montmirail, de Louvois (qu'il vend en 1577) et de la Roche-Pot, gouverneur de l'Anjou en 1585[11], époux de Marie, fille de Louis de Lannoy, dame de Paillart et Folleville, d'où :
      - Françoise-Marguerite de Silly († 1625), dame de Commercy, Paillart, Folleville, Acquigny et Crèvecœur, Montmirail, mariée à Philippe-Emmanuel de Gondi, général des Galères de France, comte de Joigny, marquis de Belle-Île et des îles d'Or, sire de Villepreux et de Dampierre : leurs fils Pierre de Gondi, duc de Retz, et Jean-François Paul, le cardinal de Retz, vendent Acquigny et Crèvecœur puis Montmirail pour le premier (1646 et 1655), et la Roche-Pot puis Commercy (1644 et 1665) pour le second (le cardinal de Retz fut le dernier damoiseau héréditaire de Commercy)
      - Madeleine de Silly († 1639), comtesse de La Rochepot, dame d'atours d'Anne d'Autriche, mariée sans postérité avec Charles d'Angennes du Fargis (1613-† en 1640 de ses blessures reçues au siège d'Arras)

    - Catherine de Silly (v. 1545-v. 1574), épouse en 1565 François Chabot († 1599), fils puîné de l'amiral de Brion : Postérité.

Armoirie des La Rocheguyon-Silly
Blason d'Henri de Silly.
Blason de François de Silly.

## Terres
- Silly
- Watteville
- Offainville
- La Houlette
- Longray (Lonray)
- Mormanton
- Vaux
- Pacey
- Dampierre
- La Chapelle (près de Sées)
- Vautourneux
- Bures
- Le Fay
- Arcis-sur-Aube
- Le Plessis-Esmangard en Dozulé
- Rochefort
- L'Espinay-sur-Odon
- Auneau
- La Roche-Guyon
- Louvois
- Commercy
- Roncheville
- Acquigny
- Montmirail

## Châteaux
- Château de la Roche-Guyon

## Armes
| Figure | Blasonnement |
| ------ | --- |
|        | Famille de Silly "D’Hermine, à la fasce ondée de gueules surmontée de trois tourteaux du même" ou "D'hermine à la fasce ondée de gueules accompagnée en chef de trois tourteaux rangés du même.' |
|        | Famille de Silly D'hermine à la fasce ondée de gueules accompagnée en chef de trois annelets rangés du même                                                                                      |
|        | Henri de Silly |
|        | François de Silly |
|        | Antoine de Silly |

## Dans les arts
L'église Saint-Pierre (XVIe et XIXe siècles) de Dampierre abrite le tombeau avec gisants de Nicolas de Silly et de sa femme, classé au titre objet aux monument historique en 1908.
Le monument funéraire de François de Silly, seigneur de la Roche-Guyon et Grand louvetier de France, mort au cours du siège de La Rochelle en 1628 fut élevé nettement plus tard, en 1637, par sa veuve, Catherine de Matiques. Il comportait initialement un orant, qui était identique à celui de Martin du Bellay, réalisé à Gizeux par Nicolas Guillain dit Cambrai. Comme particularité, le défunt y était représenté vêtu du manteau du Saint-Esprit. L'orant était agenouillé devant un prie-Dieu, sur lequel était placée une jeune enfant au maillot, fille du duc, morte en bas âge. Initialement le monument était placé dans le prieuré de la Sainte-Trinité de La Roche-Guyon. En 1780, il fut transféré dans l'église paroissiale. Il fut démantelé à la Révolution française. L'orant de François de Silly fut transporté au Musée des Monuments français d'Alexandre Lenoir, puis rendu à la commune après la dissolution de ce musée, en 1823. Ainsi, le monument était de nouveau complet, et a été classé en 1904. Cependant, la statue de l'enfant a été volée avant 1982, et le priant, bien que de taille humaine, aurait été volé en mars 1994 ; en 2015, il se trouve en place, monté sur un socle avec le prie-Dieu. Sa devanture arbore une plaque funéraire, qui mesure 170 cm de largeur pour 140 cm de hauteur, ainsi qu'une petite plaque avec une épitaphe supplémentaire, et deux blasons,,.

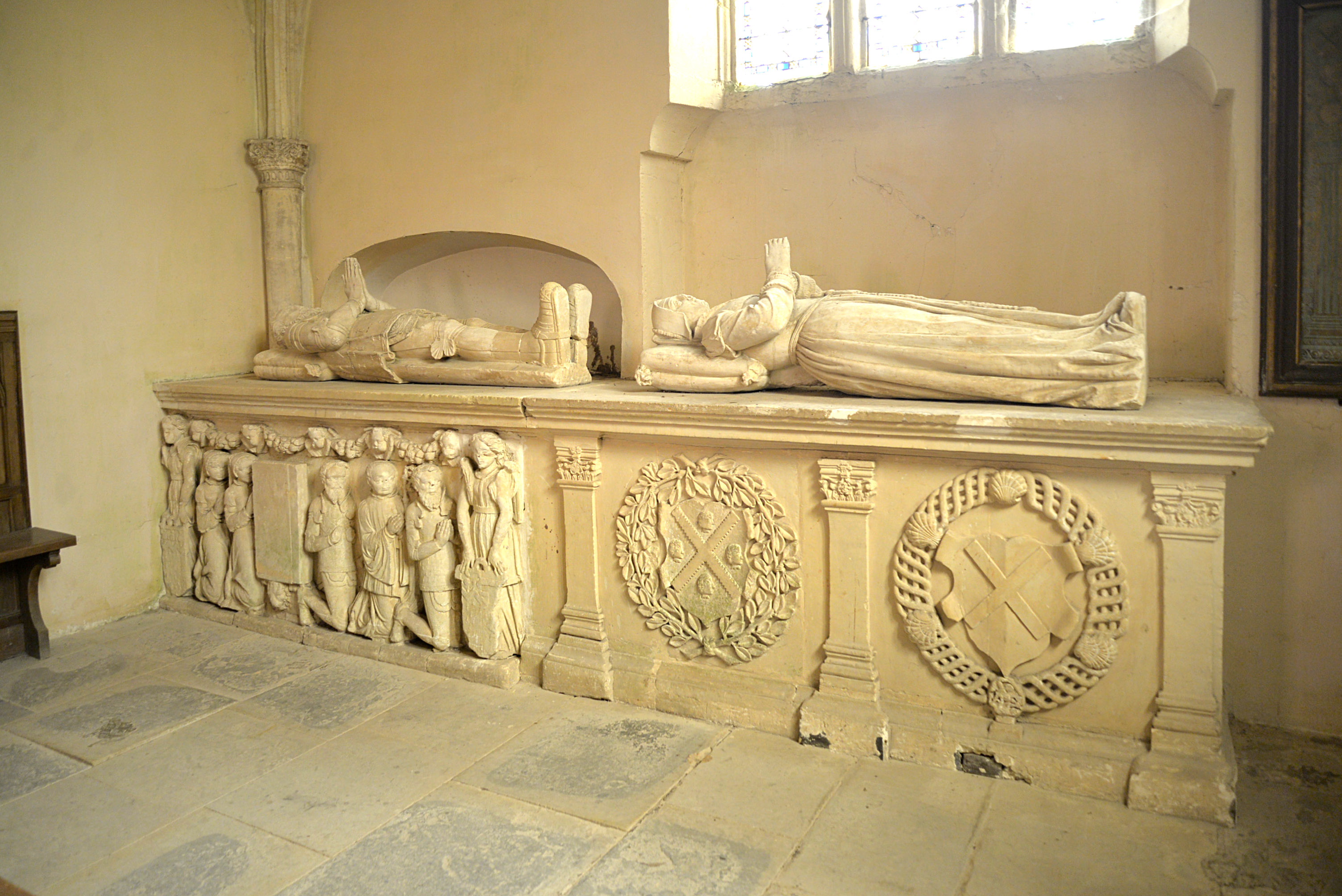
Tombeau de Nicolas de Silly et de sa femme dans l'église Saint-Pierre de Dampierre (Calvados).
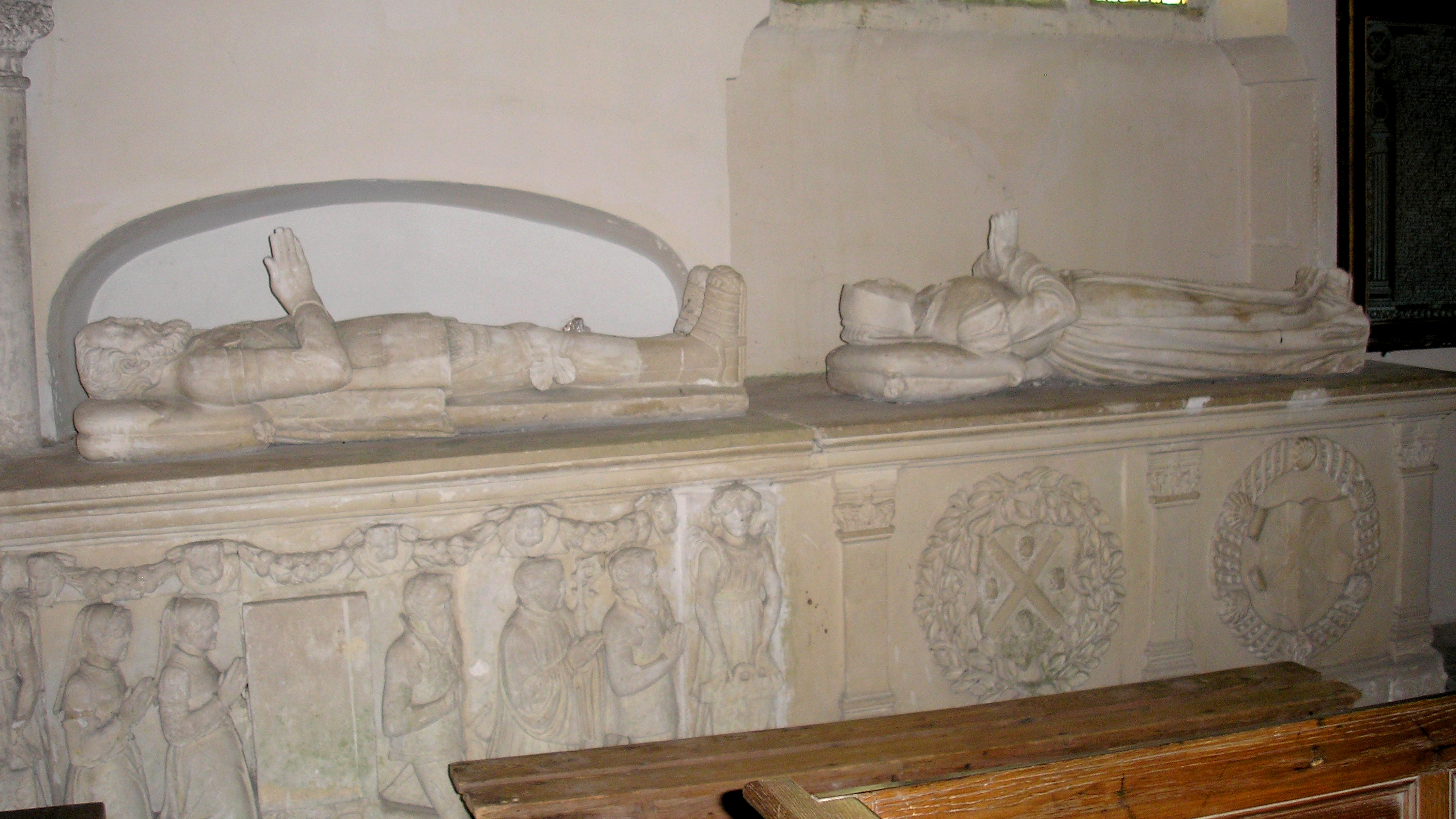
Gisants de Nicolas de Silly et de Marie de Dampierre.
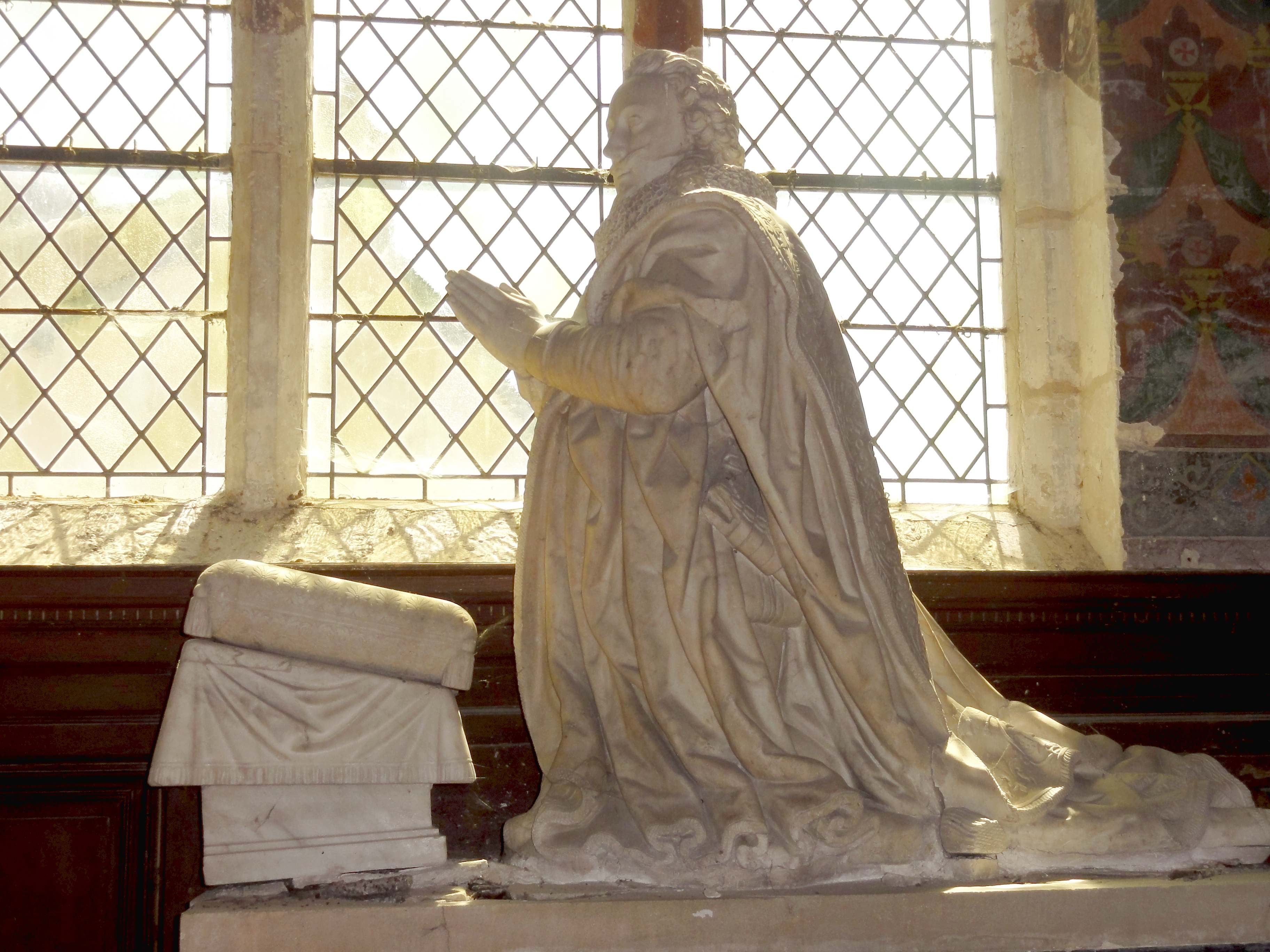
Monument funéraire de François de Silly, 1637.
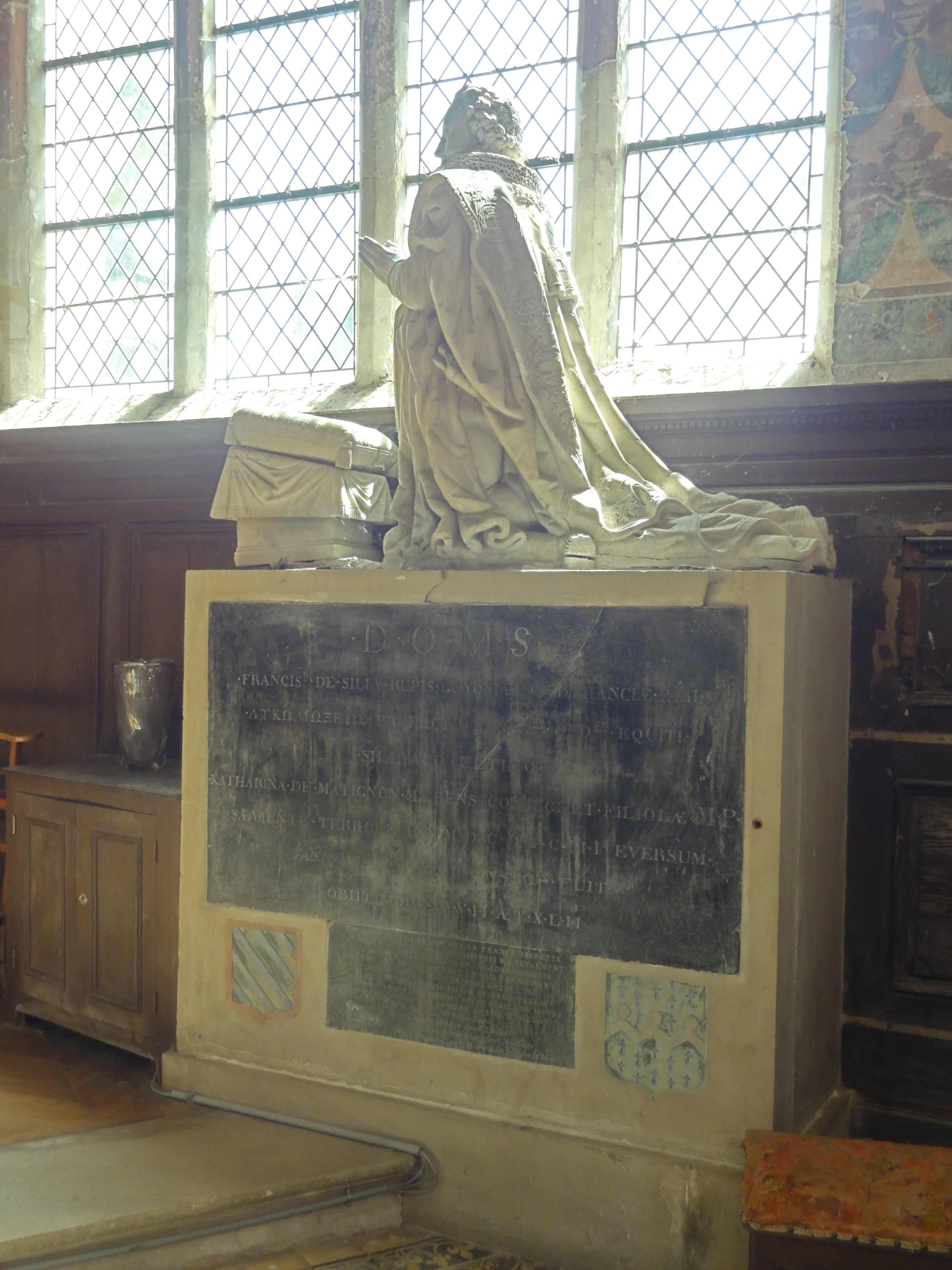
Monument funéraire de François de Silly, 1637.

## Pour approfondir